# سيدريك خان
سيدريك خان (بالفرنسية: Cédric Kahn)‏ (و. 1966 – م) هو ممثل، ومخرج سينمائي، وكاتب سيناريو من فرنسا . ولد في باريس .

## جوائز وترشيحات
حصل على جوائز منها:
- جائزة لويس ديلوك [الإنجليزية]‏، عن عمل:L'Ennui (1998).

ترشح لـ:
- Independent Spirit Award for Best Foreign Film، عن عمل:Red Lights (2005).

## روابط خارجية
- سيدريك خان على موقع IMDb (الإنجليزية)
- سيدريك خان على موقع ألو سيني (الفرنسية)
- سيدريك خان على موقع أول موفي (الإنجليزية)
- سيدريك خان على موقع قاعدة بيانات الأفلام السويدية (السويدية)
- سيدريك خان على موقع قاعدة بيانات الفيلم (الإنجليزية)
- سيدريك خان على موقع كينوبويسك (الروسية)